# Ritratto d'uomo (Tiziano Berlino)
Il Ritratto d'uomo è un dipinto a olio su tela (94x72 cm) di Tiziano, databile al 1525 circa e conservato nella Gemäldegalerie di Berlino. È firmato "Ticianvs f."

## Storia
L'opera proviene dalla collezione Solly. La datazione si basa con affintà stilistiche col Ritratto di gentiluomo di Casa Farnese, a Pommersfelden.

## Descrizione e stile
Da uno sfondo scuro emerge un personaggio maschile a mezza figura, girato col busto di tre quarti verso sinistra, le mani unite all'altezza dei fianchi e la testa ruotata verso lo spettatore. Come tipico della moda dell'epoca ha la barba lunga e indossa un'ampia casacca scura, in questo caso ravvivata da ricami argentei lungo le maniche e la tracolla. Al polso fuoriescono le crespature della camicia bianca. 
Intensa è l'individuazione fisiognomica e il colloquio psicologico con lo spettatore.